# Пескоканале
Пескоканале (итал. Pescocanale) је насеље у Италији у округу Л'Аквила, региону Абруцо.
Према процени из 2011. у насељу је живело 307 становника. Насеље се налази на надморској висини од 692 м.